# Rannapungerja
Koordinaten: 58° 59′ N, 27° 10′ O

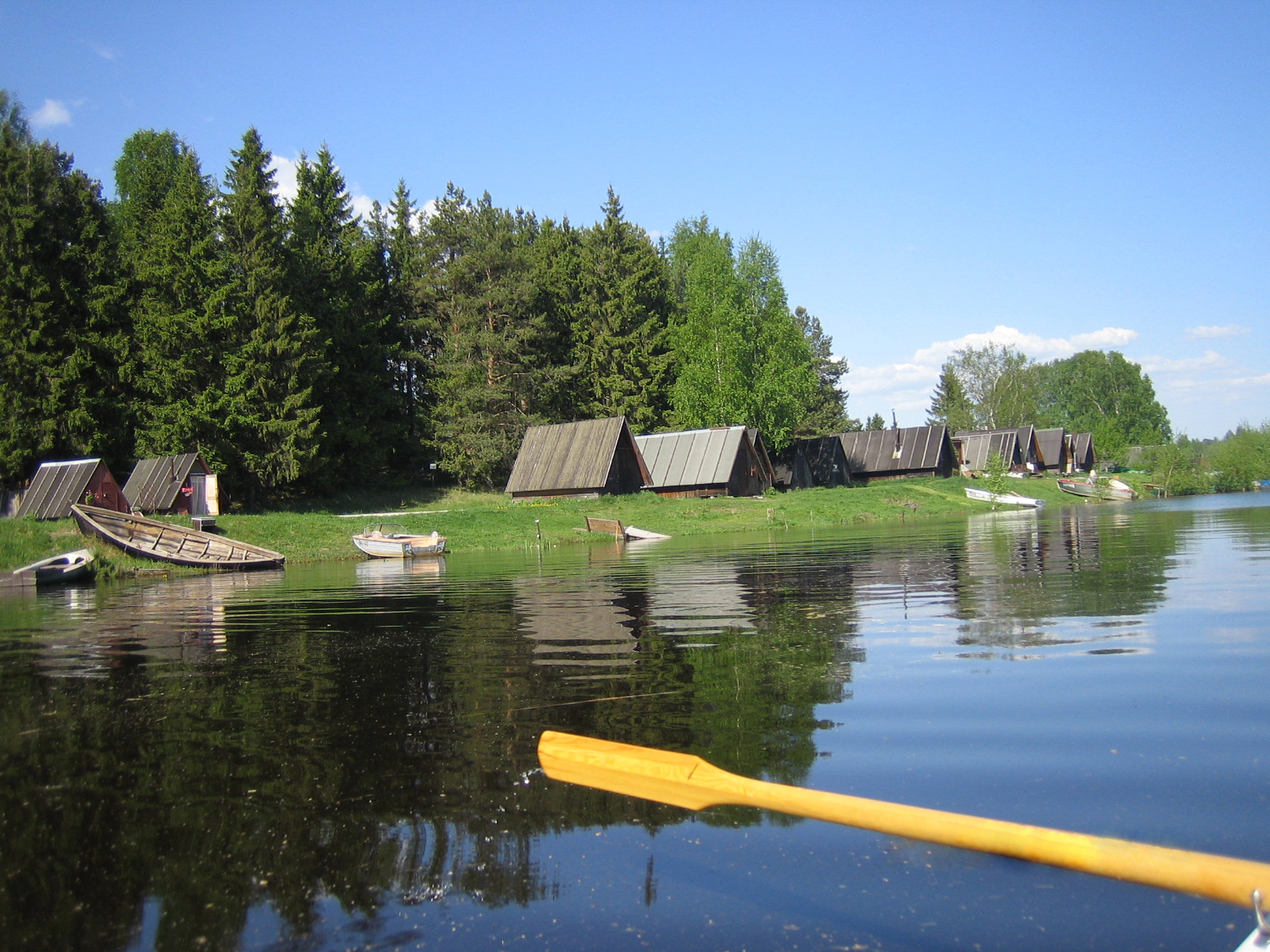
Bootshäuser am Fluss

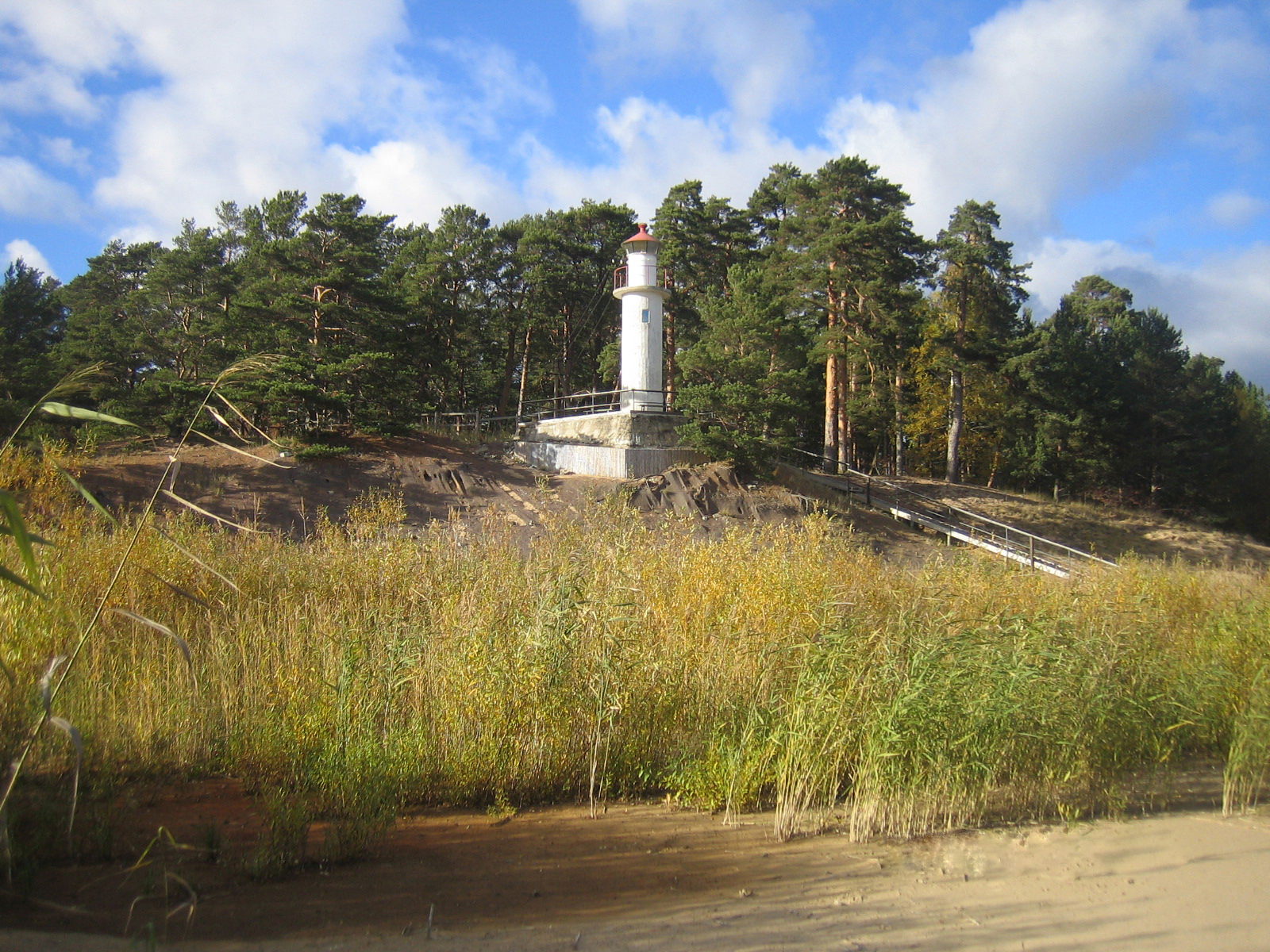
Leuchtturm von Rannapungerja

Rannapungerja (deutsch Ranna-Pungern) ist ein Dorf (estnisch küla) in der Landgemeinde Alutaguse (bis 2017 Tudulinna) im estnischen Kreis Ida-Viru (deutsch Ost-Wierland).

## Beschreibung und Geschichte
Rannapungerja hat 29 Einwohner (Stand 2011). Es liegt am gleichnamigen Fluss, kurz vor dessen Mündung in den Peipussee (Peipsi järv). Das Dorf unterhält einen kleinen Hafen sowie einen Leuchtturm. Seit 1937 ist es als Erholungsort anerkannt.
Rannapungerja wurde erstmals 1534 unter dem Namen Ranna-Pungern urkundlich erwähnt. Im 19. Jahrhundert gab es in dem Dorf einen Krug und eine Poststation. Das alte Holzhaus aus dem 18. Jahrhundert wurde 1826 durch ein neues Gebäude ersetzt. Es ist nicht mehr erhalten. Zu sehen ist noch das Gästehaus aus Holz aus der damaligen Zeit, das heute als Wohnhaus dient.